# Marnix Bakermans
Marnix Cornelis Bakermans (Eindhoven, 4 januari 1968) is een Nederlandse politicus en bestuurder. Sinds 1 augustus 2024 is hij waarnemend burgemeester van Zaltbommel.

## Biografie

### Opleiding en maatschappelijke loopbaan
Bakermans volgde na de havo de tweede graad opleiding leraar economie, niet afgerond, in Tilburg. Bij zijn inzet voor sociaal culturele activiteiten en sport deed hij zijn eerste bestuurlijke ervaring op. Tot 2002 was hij werkzaam bij verschillende bedrijven in diverse functies op financieel gebied. In de periode tussen wethouder en burgemeesterschap was Bakermans vanuit zijn adviesbureau actief als interim-bestuurder en projectmanager. 
Hij startte een bedrijf dat zich richtte op het collecteren, verwerken en verhandelen van groene stroom. Behalve de ambtshalve nevenfuncties als burgemeester is hij: lid van de raad van commissarissen van Brabant Wonen (tot 2013), lid van de raad van toezicht van Wel.kom in Roermond (tot 2021), lid van de raad van toezicht van Q- en C-support in s’-Hertogenbosch,  vice-voorzitter van het bestuur Vrienden van het museum Krona Uden.

### Politieke loopbaan
Gesprekken met jongeren waren voor hem de aanzet om politiek actief te worden. Hij richtte in 1997 de lokale politieke partij Jong Uden op. Hij was de eerste voorzitter en kwam na de gemeenteraadsverkiezingen van 1998 voor Jong Uden in de gemeenteraad. In 2002 trad hij toe tot het college van burgemeester en wethouders van de gemeente Uden. Hij was wethouder van o.a. jeugd, volksgezondheid en economische zaken. Hierbij was de herontwikkeling van “Centrum West” een belangrijk project. In 2006 werd hij herbenoemd als wethouder economische zaken, waarbij hij onder andere verantwoordelijk was voor de vestiging van het regionale ziekenhuis Bernhoven in Uden. De statuten van Jong Uden sluiten een derde termijn uit. 
Op 1 april 2013 werd Bakermans burgemeester van Landerd. De begeleiding naar de geslaagde fusie met de gemeente Uden tot de gemeente Maashorst op 1 januari 2022 betekent het einde van zijn burgemeesterschap. Nadien werd hij gebiedsmanager van NOVEX de Peel. Daarin werken de ministeries van BZK en LNV, Limburg en Brabant, de waterschappen Aa en Maas en Limburg en 17 gemeenten samen om te komen tot plannen voor de ontwikkeling van de Peel. Van 26 september 2023 tot 5 juni 2024 was hij waarnemend burgemeester van Dongen. Sinds 1 augustus 2024 is hij waarnemend burgemeester van Zaltbommel.

### Persoonlijk
Bakermans is getrouwd en heeft drie kinderen.